# Easton (Cambridgeshire)
Pour les articles homonymes, voir Easton.
Easton est une paroisse civile et un village du Cambridgeshire, en Angleterre.